# Bohuslav z Krnova
Bohuslav z Krnova (asi 1330 – 7. října 1416) byl právník a profesor Karlovy univerzity.

## Životopis
Bohuslav z Krnova studoval nejprve v Břehu, následně ve Vratislavi a poté na univerzitě v Praze na artistické fakultě, kde získal hodnost mistra. Následně pokračoval ve studiu práv v cizině a zde dosáhl titulu doktora dekretálů (církevních právních předpisů). V roce 1372 byl farářem ve Věstonicích na Moravě a v tomto roce také vstoupil na pražskou právnickou fakultu. Před rokem 1380 již byl uváděn jako lector ordinariam tenens a začal přednášet o knihách kanonického práva. Působil na katedře Dekretálů mezi lety 1380 a 1396. Jako jediný z pražských profesorů zanechal kompletní četbu ke všem knihám o právních předpisech. Jeho přednášky se dochovaly především v zahraničních knihovnách, patřil k nejrespektovanějším profesorům univerzity. Byl také kanovníkem olomouckým a od roku 1386 děkanem kapituly sv. Víta v Praze. V názoru na to, jak reformovat církev, se rozcházel s Janem Husem, byl pro postupnou a nenásilnou změnu. V říjnu 1392 se rozhořel spor krále Václava IV. a pražského arcibiskupa Jana z Jenštejna. Na krále byla podána žaloba z důvodu zasahování do pravomocí církve. Pražská kapitula byla poradní orgán arcibiskupa a král se domníval, že rozhodnutí církve proti králi budou kapitulou zrušena. Bohuslav z Krnova vedl s králem diskusi a snažil se mu vysvětlit, že nemá právo zasahovat do pravomocí církve, ani zatknout její představitele a následně je soudit. Král Václav IV. jej napadl a udeřil mečíkem do hlavy a způsobil mu poranění hlavy. Poté byl zatčen nejvyšším pražským purkrabím Otou III. z Bergova a s ním byl uvězněn arcibiskupův hofmistr Něpr z Roupova, naštěstí na něho král zapomněl. U ostatních spolupracovníků arcibiskupa Jana z Jenštejna došlo k mučení a to především u generálního vikáře Jana z Pomuku, arcibiskupského oficiála Mikuláše Puchníka a míšeňského probošta Václava Knoblocha. Jediný Jan z Pomuku byl umučen a následně vhozen do Vltavy. Bohuslav z Krnova zemřel v roce 1416.